# Alfredo Teixeira Baeta Neves

Alfredo Baeta Neves, imagem presente no Arquivo da Escola Municipal Dr. Baeta Neves.

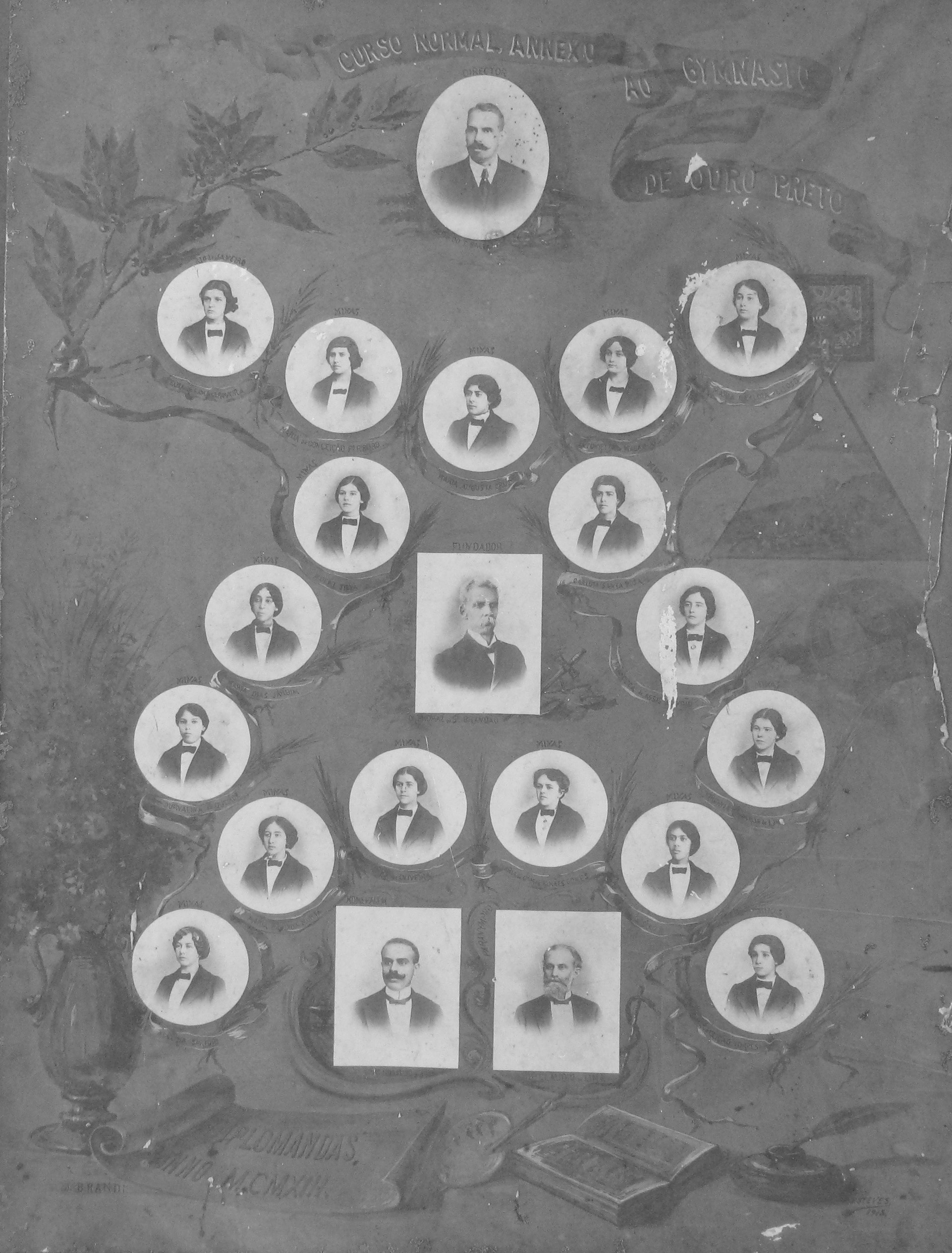
Quadro de docentes do Curso Normal de Ouro Preto, é possível ver o retrato de Alfredo Baeta Neves ao topo. Na época era diretor da instituição.

Alfredo Teixeira Baeta Neves (1872 - 1942) foi um engenheiro, professor e político de Minas Gerais.
Foi casado com Constância Ferreira, em primeiras núpcias, e com Jenuina Graziela do Amaral Xavier da Veiga, em segundas núpcias.

## Formação e atuação
Realizou seus estudos secundários no Colégio de Congonhas do Campo, Seminário de Mariana e no Colégio Mineiro de Ouro Preto. Graduou-se, em 1897, em Engenharia de minas, metalurgia, e civil, pela Escola de Minas de Ouro Preto. Tornou-se professor catedrático pela instituição. Aposentou-se em 1931, tendo ocupado a docência das disciplinas de Botânica e Zoologia.
Na magistratura, atuou como professor particular. Em 1898 teria fundado o Ginásio Municipal de Ouro Preto. Em 1920, enquanto era agente executivo de Ouro Preto, doou um terreno para a construção da sede própria para a instituição. Pelo apoio do político, ela recebeu o nome de Escola Municipal Alfredo Baeta. Também foi diretor do Curso Normal, em Ouro Preto, no cargo concedia bolsas de estudos a moças com boas novas.

## Política
Foi deputado estadual (1915 a 1918; 1919 a 1922), e senador estadual (1925 a 1930). Conjuntamente foi vereador, presidente da Câmara e agente executivo de Ouro Preto, de 1920 a 1930. Era um destacado político do Partido Repúblicano Mineiro. Foi obrigado a renunciar ao cargo em decorrência da Revolução de 1930.